# チャップリンの画工
『チャップリンの画工』（チャップリンのがこう、The Face on the Bar Room Floor）は、1914年公開の短編サイレント映画。キーストン社による製作で、監督はチャールズ・チャップリン。1971年に映画研究家ウノ・アスプランドが制定したチャップリンのフィルモグラフィーの整理システムに基づけば、チャップリンの映画出演22作目にあたる。

## あらすじ
画家（チャップリン）はマデリン（セシル・アーノルド）のために肖像画を描き上げる。しかし、マデリンは裕福な支援者（フリッツ・シェイド）にお持ち帰りされ、画家は悲観にくれる。画家はバーに行き、描いた肖像画を床に投げ捨てて飲んだくれとなる。数年後、画家は子だくさんとなって夫となった支援者とともに歩くマデリンを見かけるが、マデリンはもはや見向きもしない。画家はすべてをあきらめて、未来に向かって歩き出す。

## 背景・評価
『笑ひのガス』と『チャップリンの道具方』に続く、ヴォードヴィルに由来する作品。また、脚本はチャップリンが執筆しているが、詩人ヒュー・アンソニー・ダーシーが発表した失恋を題材にした詩「The Face on the Bar Room Floor」を原作にしたものである。もっとも、詩を原作にしてはいるものの作品の位置づけとしてはあくまで「風刺」であって、ダーシーの詩が挿絵付きの字幕で次々に出て来るという代物である。チャップリンの伝記を著した映画史家のデイヴィッド・ロビンソンはこの作品について、「技法的にはチャップリン映画のなかで興味を惹くものがもっとも少ない」と評し、続いて撮影された『レクリエーション』と『男か女か』とともに「ただ機械的に生産されたとしか思えない」と論じている。

## キャスト
- チャールズ・チャップリン - 画家
- セシル・アーノルド - マデリン
- フリッツ・シェイド - マデリンを盗んだ恋人
- ヴィヴィアン・エドワーズ - 女
- チェスター・コンクリン - 酒飲み
- ハリー・マッコイ（英語版） - 酒飲み
- ハンク・マン - 酒飲み
- ウォレス・マクドナルド（英語版） - 酒飲み

ほか